# Авария DC-10 в Нью-Йорке
Авария DC-10 в Нью-Йорке — авиационная авария, произошедшая в среду 12 ноября 1975 года. Авиалайнер McDonnell Douglas DC-10-30CF авиакомпании Overseas National Airways (ONA) выполнял чартерный межконтинентальный рейс ONA032 по маршруту Нью-Йорк—Франкфурт-на-Майне—Джидда, но в момент разгона по взлётной полосе столкнулся со стаей чаек; экипаж прервал взлёт, но самолёт выкатился за пределы ВПП и после этого был уничтожен огнём. Из находившихся на его борту 139 человек (129 пассажиров и 10 членов экипажа) никто не погиб, но 32 получили ранения (2 из них серьёзные).
Национальный совет по безопасности на транспорте (NTSB) пришёл к выводу, что вероятной причиной аварии стало попадание чаек в двигатель №3 (правый), что привело к его разрушению и неконтролируемому отказу, а также к разрыву трёх шин шасси и отключению гидравлической системы двигателя №3, что, в свою очередь, частично вывело из строя интерцепторы, тормоза шасси и полностью вывело из строя реверс двигателя №3. Сопутствующим фактором стала мокрая ВПП.
Борт N1032F стал крупнейшим авиалайнером, уничтоженным после столкновения с птицами.

## Самолёт
McDonnell Douglas DC-10-30CF (регистрационный номер N1032F, заводской 46826, серийный 109) был выпущен в 1973 году (первый полёт совершил 29 июня). 26 сентября того же года был передан авиакомпании Overseas National Airways (ONA), в которой получил имя HolidayLiner Freedom. Оснащён тремя турбовентиляторными двигателями General Electric CF6-50C. На день аварии налетал 8193 часа.

## Экипаж
Состав экипажа рейса ONA032 был таким:
- Командир воздушного судна (КВС) — 55-летний Гарри Р. Дэвис (англ. Harry R. Davis). Очень опытный пилот, в авиакомпании ONA проработал 24 года и 5 месяцев (с 21 мая 1951 года). Управлял самолётами Douglas DC-4, DC-6, DC-7 и DC-8. В должности командира McDonnell Douglas DC-10 — со 2 марта 1973 года. Налетал свыше 25 000 часов, свыше 2000 из них на DC-10.
- Второй пилот — 52-летний Рэймонд А. Кэрриер (англ. Raymond A. Carrier). Очень опытный пилот, в авиакомпании ONA проработал 7 лет и 8 месяцев (с 18 марта 1968 года). Управлял самолётами Douglas DC-3, Lockheed L-188 Electra и McDonnell Douglas DC-9. В должности второго пилота McDonnell Douglas DC-10 — с 1 марта 1975 года. Налетал свыше 14 500 часов, свыше 450 из них на DC-10.
- Бортинженер — 44-летний Джон А. Холланд (англ. John A. Holland). В авиакомпании ONA проработал 16 лет и 5 месяцев (с 19 мая 1959 года). В должности бортинженера McDonnell Douglas DC-10 — со 2 апреля 1973 года. Налетал свыше 12 000 часов, свыше 2000 из них на DC-10.

В салоне самолёта работали 7 бортпроводников.
Также на борту самолёта находился наблюдатель авиакомпании ONA, летевший на откидном кресле в кабине экипажа в качестве служебного пассажира.

## Хронология событий
McDonnell Douglas DC-10-30CF борт N1032F выполнял чартерный рейс ONA032 из Нью-Йорка (США) в Джидду (Саудовская Аравия) с промежуточной посадкой во Франкфурте-на-Майне (ФРГ), на его борту находились 10 членов экипажа и 129 пассажиров; все пассажиры (128) были сотрудниками авиакомпании ONA (авиамеханики, бортпроводники, наземный персонал и т.д.), которые летели в Мекку для выполнения чартерных рейсов. Общий взлётный вес самолёта составлял 252 000 килограммов, на 450 килограммов меньше его максимальной взлётной массы; из общей массы загрузки 107 000 килограммов занимало авиатопливо. Метеорологическая сводка указывала, что видимость на ВПП составляла 124 километра, ветер на курсе 160° скорость 15 км/ч, а потолок облачности составлял 3000 метров. Из-за большего веса самолёта КВС запросил взлёт со взлётной полосы №13R, сравнительно недавно открытой в аэропорту имени Джона Кеннеди. Примерно в 13:09 рейс 032 начал разбег по ВПП №13R.
Когда взлётная скорость самолёта превысила 190 км/ч, в него внезапно врезалась большая стая чаек. Пилоты услышали три громких хлопка и КВС тут же прервал взлёт, переведя все рычаги тяги в положение «IDLE», и включил реверс. В кабине экипажа тут же загорелись предупредительные огни, и бортинженер воскликнул, что они «потеряли» двигатель №3 (правый), после того как был включён реверс. Затем бортинженер заметил, что давление в гидравлической системе №2, которая работает от двигателя №3, упало до нуля; вскоре загорелись предупредительные огни о пожаре в двигателе №3. Второй пилот и бортинженер попытались отключить двигатель, но обнаружили, что рычаг отключения подачи авиатоплива не двигается. Затем бортинженер включил тушение двигателя, но не увидел предупреждения, указывающего на то, что тушение уже сработало. Примерно в это же время пилоты поняли, что лайнер не тормозит, но полагали, что он всё ещё находится под их управлением. Они повернули самолёт влево в сторону рулёжной дорожки Z, чтобы избежать столкновения с ограждением в конце ВПП, однако лайнер оторвался от покрытия взлётной полосы, не долетев до рулёжной дорожки, и начал сильно трястись. Когда лайнер остановился, командир потянул за рычаги отключения подачи авиатоплива и тушения двух оставшихся двигателей (№1 (левый) и №2 (хвостовой)), но не смог сообщить пассажирам и бортпроводникам об экстренной эвакуации, поскольку микрофон громкой связи не был на своём месте. Второй пилот открыл окно в кабине экипажа и увидел, что всё правое крыло в огне. Бортпроводник открыл дверь в пассажирский салон, который уже начал заполняться чёрным дымом.

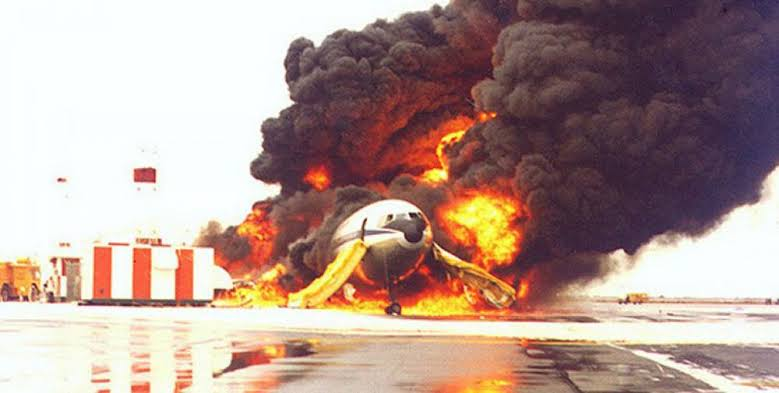
Рейс 032 в огне через несколько минут после окончания эвакуации

Все 3 пилота эвакуировались через окна кабины экипажа с помощью спасательных тросов, а бортпроводники начали эвакуацию пассажиров с помощью обоих надувных трапов в носовой части. Все 139 человек успели эвакуироваться, но 32 человека (6 членов экипажа (бортпроводники) и 27 пассажиров) получили ранения; 2 из них во время эвакуации получили серьёзные травмы. Несмотря на то, что пожарные аэропорта имени Джона Кеннеди прибыли к месту аварии почти сразу и начали тушить пожар, лайнер остановился рядом с подземной ливневой канализацией, в которую начало стекать авиатопливо, что сильно затруднило тушение пожара; однако бо́льшая часть огня осталась в зоне аварии. Обломки взорвавшегося двигателя №3 попали в ангар авиакомпании Pan American рядом со ВПП №13R, в котором они повредили трактор и вызвали возгорание нескольких бочек с авиатопливом.
Лайнер в результате аварии и пожара полностью разрушился и сгорел; относительно уцелели только обе плоскости крыла (двигатели №1 и №3 также сгорели) и хвостовая часть в районе стабилизаторов и двигателя №2. Левая и центральная стойки шасси оторвались от фюзеляжа, а правая стойка шасси полностью разрушилась. Обломки были разбросаны на площади 2580 метров в длину и 331 метр в ширину. Части двигателя №3 были разбросаны по всей ВПП, оба остальных двигателя (№1 и №2) остались на месте.

## Расследование

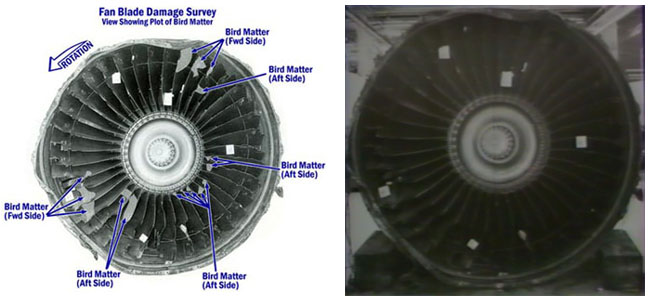
Разрушенный ротор двигателя №3 рейса 032

Расследование причин аварии рейса ONA032 проводил Национальный совет по безопасности на транспорте (NTSB).
Окончательный отчёт расследования был опубликован 18 декабря 1976 года.
Во время расследования эксперты NTSB не изучали записи обеих бортовых самописцев, поскольку речевой самописец был признан непригодным для расшифровки (его записывающая лента была уничтожена огнём), а параметрический самописец прекратил запись после того, как самолёт разогнался до 311 км/ч. NTSB подчеркнул, что экипаж действовал «исключительно хорошо» и огонь не проник в кабину, прежде чем все успели эвакуироваться.
Согласно отчёту, авария рейса ONA032 произошла по следующим причинам:
- Гидравлическая система №3 не работала, что, в свою очередь, привело к потере гидравлической системы №2, давление в которой упало до нуля.
- Реверс двигателя №3 был выведен из строя.
- По меньшей мере разорвало 3 шины стоек шасси.
- Часть интерцепторов не выпустилась.
- Взлётно-посадочная полоса №13R была мокрой.
- В аэропорту имени Джона Кеннеди не велась достаточная борьба с птицами.
- Федеральное управление гражданской авиации США и компания «General Electric» не учли влияние дисбаланса ротора двигателя на износостойкий эпоксидный материал корпуса, когда двигатель проходил сертификационные испытания.

## Последствия аварии
В период с июля по ноябрь 1975 года в аэропорту имени Джона Кеннеди произошло 11 серьёзных авиационных инцидентов, произошедших из-за столкновений с птицами. После аварии рейса ONA032 аэропорту была дана рекомендация обеспечить надлежащую защиту от птиц. Теперь, следуя этой рекомендации, с 06:00 до 10:00 и с 14:00 7 сотрудников патрулируют аэропорт, следя за стаями птиц с помощью звуковых детекторов и отстреливая птиц при неизбежном столкновении с самолётом. Федеральное управление гражданской авиации США упомянуло, что меры по обеспечению безопасности птиц в аэропорту были приняты на «разрозненной» основе и недостаточны для его стандартов.
Федеральное управление гражданской авиации США и Национальное управление транспорта США представили компании «General Electric» рекомендацию о защите двигателей серий CFM-50 и CFM-6 от птиц, в которой говорилось, что эпоксидный материал должен быть заменён алюминием, что уменьшит шанс повреждения хрупкого ротора двигателя.
15 июня 1978 года в American Safety Inc. была направлена рекомендация о том, что ограничений на сиденья DC-10, связанных с обеими авариями DC-10 авиакомпании ONA (рейсы ONA032 в Нью-Йорке и SV5130 в Стамбуле (произошла 2 января 1976 года)), было недостаточно.